# Łukasz Zieliński
Łukasz Zieliński (ur. 26 maja 1976 w Krakowie), znany również jako Zielony – polski wokalista heavymetalowy i autor tekstów, a także dziennikarz. Znany jest przede wszystkim z wieloletnich występów w grupie muzycznej Virgin Snatch. Współpracował ponadto z takimi grupami jak Anal Stench i Death Sea. Poza działalnością artystyczną pracuje jako dziennikarz magazynu muzycznego Mystic Art.

## Dyskografia
- Virgin Snatch – S.U.C.K. (2003, MILS Music, Mystic Production)
- Anal Stench – Red Revolution (2004, Metal Mind Productions)
- Virgin Snatch – Art of Lying (2005, Mystic Production)
- Virgin Snatch – In the Name of Blood (2006, Mystic Production)
- Virgin Snatch – Act of Grace (2008, Mystic Production)
- Leniwiec – Rozpaczliwie wolny (2013, Mystic Production, gościnnie)[5]
- Frontside – Sprawa jest osobista (2014, Mystic Production, gościnnie)[6]
- Virgin Snatch – We Serve No One (2014, Mystic Production)
- Hellias  – Eight Cardinal Sins (2017, Independent, gościnnie)
- Virgin Snatch – Vote Is A Bullet (2018, Mystic Production)